# BAP Río Quilca (PM-207)
El BAP Río Quilca (PM-207) es una patrullera PGCP-50 construida por el astillero SIMA para la Marina de Guerra del Perú, botada en 2016 y comisionada en 2017.

## Construcción
La unidad pertenece a la clase PGCP-50, construida por SIMA con asistencia técnica del astillero surcoreano STX, y con diez unidades encargadas por la Armada para la vigilancia y control del espacio marítimo. Fue botada en 2016 y comisionada en 2017 junto la patrullera BAP Río Piura, para la Dirección General de Capitanías y Guardacostas.